# 1. etape af Post Danmark Rundt 2008
Første etape af Post Danmark Rundt 2008 blev kørt onsdag d. 30. juli med både start og mål i Holstebro. Ruten var 175  km lang.

## Resultatliste
|    | Navn                 | Land           | Hold                | Tid     | Bonus    |
| -- | -------------------- | -------------- | ------------------- | ------- | -------- |
| 1  | Guillermo Bongiorno  | Argentina      | CSF Group-Navigare  | 4:07.39 | 15p, 10s |
| 2  | Markus Zberg         | Schweiz        | Team Gerolsteiner   | + 0.00  | 12p, 6s  |
| 3  | Sebastian Siedler    | Tyskland       | Skil-Shimano        | + 0.00  | 10p, 4s  |
| 4  | Matti Breschel       | Danmark        | Team CSC-Saxo Bank  | + 0.00  | 9p       |
| 5  | Daniel Foder         | Danmark        | Team Løgstør        | + 0.00  | 8p       |
| 6  | Enrico Gasparotto    | Italien        | Barloworld          | + 0.00  | 7p       |
| 7  | Jonas Aaen Jørgensen | Danmark        | Team GLS Pakke Shop | + 0.00  | 6p       |
| 8  | Roger Hammond        | Storbritannien | Team Columbia       | + 0.00  | 5p       |
| 9  | Daryl Impey          | Sydafrika      | Barloworld          | + 0.00  | 4p       |
| 10 | Vicente Reynès       | Spanien        | Team Columbia       | + 0.00  | 3p       |
| 11 | Tyler Farrar         | USA            | Team Garmin         | + 0.00  | 2p       |
| 12 | Niko Eeckhout        | Belgien        | Topsport Vlaanderen | + 0.00  | 1p       |

## Bakke- og pointspurter

### 1. spurt (Tegltorvet,Struer)
Efter 104,8 km
| Vinder | Martin Mortensen           | 5p, 3s |
| 2.     | Kristoffer Gudmund Nielsen | 3p, 2s |
| 3.     | Jesper Odgaard Nielsen     | 1p, 1s |

### 2. spurt (iBorbjerg)
Efter 140,7 km
| Vinder | Martin Mortensen           | 5p, 3s |
| 2.     | Kristoffer Gudmund Nielsen | 3p, 2s |
| 3.     | Jesper Odgaard Nielsen     | 1p, 1s |

### 1. bakke (Nørrebjerg,Lemvig)
Efter 82,0 km
| Plads | Navn                       | Point |
| ----- | -------------------------- | ----- |
| 1.    | Kristoffer Gudmund Nielsen | 10    |
| 2.    | Martin Mortensen           | 6     |
| 3.    | Jesper Odgaard Nielsen     | 4     |
| 4.    | René Jørgensen             | 2     |

### 2. bakke (Handbjerg,Handbjerg)
Efter 116,0 km
| Plads | Navn                       | Point |
| ----- | -------------------------- | ----- |
| 1.    | Martin Mortensen           | 10    |
| 2.    | Kristoffer Gudmund Nielsen | 6     |
| 3.    | Jesper Odgaard Nielsen     | 4     |
| 4.    | René Jørgensen             | 2     |